# Falucho
Falucho est une localité rurale argentine située dans le département de Realicó, dans la province de La Pampa.

## Démographie
La localité compte 177 habitants (Indec, 2010), soit une augmentation de 17 % par rapport au précédent recensement de 2001 qui comptait 151 habitants.

## Géographie
Falucho a été fondée le 18 octobre 1908 et fait partie du département de Realicó, situé dans le lot officiel 14, fraction A, section 1, à 236 km de la capitale provinciale. Elle se trouve à 22 km de la localité de Realico par la route provinciale 101 et à 199 km de la ville de Santa Rosa par une route asphaltée.

## Toponymie
Le nom de la localité fait référence au courageux soldat argentin, le Nègre Falucho, qui a combattu dans les guerres d'indépendance et est mort en embrassant le drapeau au Pérou, le 5 février 1824. Le champion du monde de boxe Santos Benigno Laciar était également connu sous le surnom de Falucho. Il a vécu dans cette localité pendant son enfance, alors qu'il était déjà surnommé ainsi.

## Personnalités
- Santos Benigno Laciar, connu sous le nom de Falucho, a passé une grande partie de son enfance dans cette ville et est un ancien boxeur argentin. Il a été deux fois champion de la World Boxing Association dans la catégorie des poids plumes en 1981 et 1982-1986.
- Doña Ignacia Cayupán de Marotti, est née en 1867, bien que son acte de naissance apparaisse en 1885, car ce n'est que cette année-là que le registre civil de Victoria a été ouvert. Ignacia est devenue la personne la plus âgée à décéder à l'âge de 126 ans en 1993.